# سیارک ۴۳۸
سیارک ۴۳۸ (به انگلیسی: 438 Zeuxo، نامگذاری:1898DU) چهارصد و سی و هشتمین سیارک کشف شده‌است که در ۸ نوامبر ۱۸۹۸ و در نیس کشف شد.
قدر مطلق سیارک برابر ۹٫۸۰ است.